# Герб Яківського
Герб Яківського — один з офіційних символів села Яківське, підпорядкованого Плосківській сільській раді Свалявського району Закарпатської області.
Затверджений 30 червня 2008 року рішенням сесії сільської ради.
Автор проекту герба — Андрій Гречило.

## Опис
У срібному полі три зелені потрійні соснові пагони, два над одним. 
Щит вписаний у еклектичний картуш, увінчаний золотою сільською короною з колосків.

## Зміст
Соснові пагони та зелений колір символізують багаті довколишні ліси. 
Золота сільська корона з колосків означає населений пункт зі статусом села.